# Knottingley
Knottingley är en stad i grevskapet West Yorkshire i England. Staden ligger i distriktet Wakefield vid floden Aire, cirka 17 kilometer öster om Wakefield och cirka 22 kilometer sydost om Leeds. Tätortsdelen (built-up area sub division) Knottingley hade 13 971 invånare vid folkräkningen år 2011. Knottingley nämndes i Domedagsboken (Domesday Book) år 1086, och kallades då Notingelai/Notingleia.